# Гранітний Ярослав Сергійович

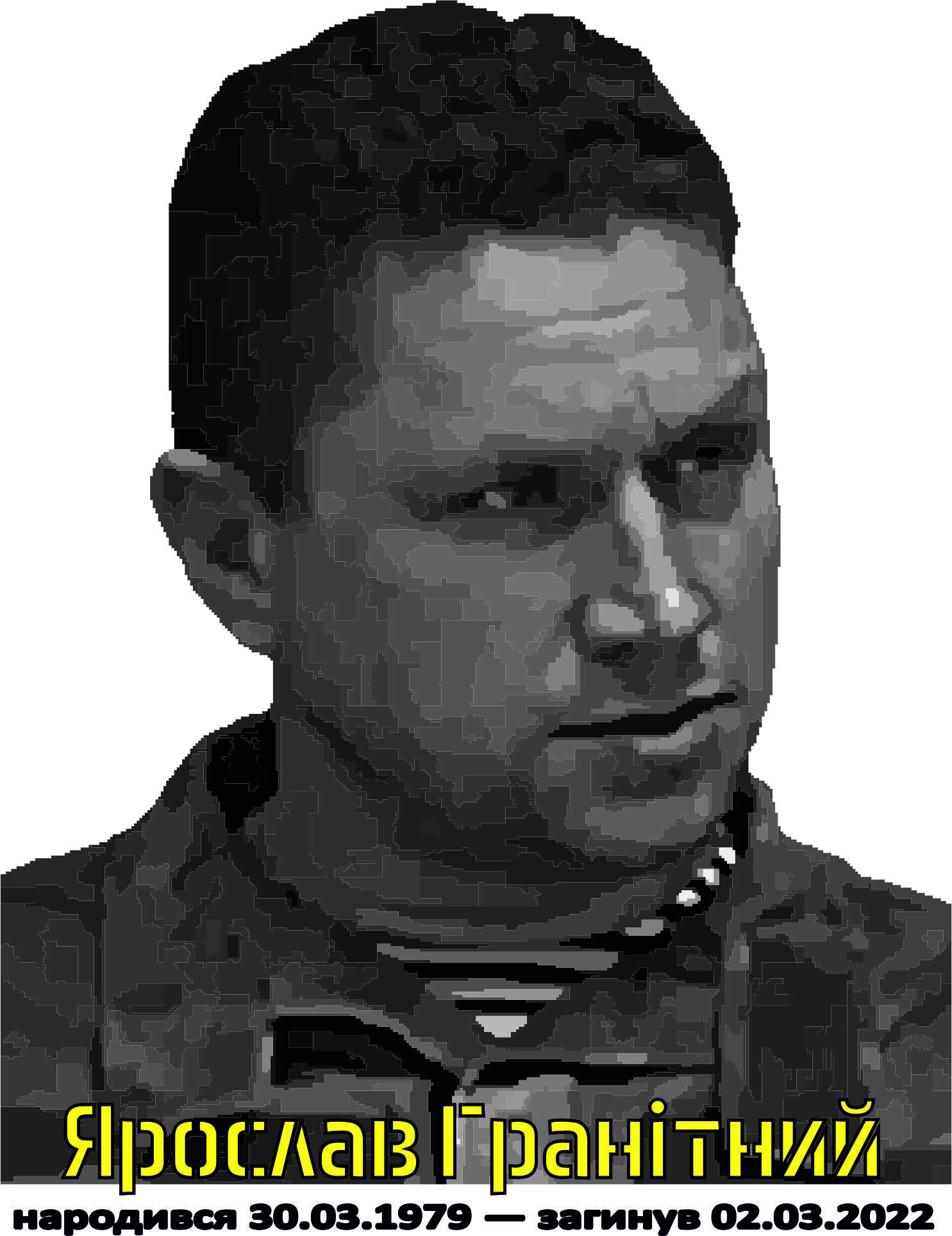

Ярослав Сергі́йович Гранітний (при народженні Петрушин, нар. 30 березня 1979 р., Рівне — загинув 2 березня 2022 р., м. Васильків, Київська область) — український політичний та громадський діяч, публіцист, волонтер, учасник Революції гідності, воїн. Загинув у ніч проти 2 березня 2022 року в бою з ворожою диверсійною групою в місті Васильків Київської області (див. Бої за Васильків).

## Деталі з життєпису
Народився в Рівному, починав свою політичну діяльність у Рівненському осередку партії «Свобода», від якого балотувався в депутати у 2012 р. У 2012—2013 рр. був помічником народного депутата від «Свободи» Олега Осуховського. Покинув ряди «Свободи» з рядом її членів із різким засудженням дій та кроків її очільників.
До січня 2013 року мав прізвище Петрушин.
У 2013 р. перейшов у партію УНА, осередок якої в Рівному очолював Олександр Музичко (Сашко Білий). У кінці 2013 р. УНА стала основою «Правого сектору» та була перейменована.
У 2014 р. став учасником Революції гідності, був найближчим помічником та соратником Олександра Музичка (Сашка Білого).
Навесні — влітку 2014 року перебував у районі проведення АТО.
У жовтні 2014 року, попри створення йому ряду перепон, зареєструвався кандидатом у депутати Верховної Ради України.
У травні 2017 року біля будівлі Рівненської облдержадміністрації відбулася акція, учасники якої вимагали легалізувати видобуток бурштину. Організатором акції був Ярослав Гранітний. СБУ до цієї акції доєднали другу акцію, яку проводив Юрій Клейнос, колишній учасник ГО «Білий молот», та інкримінували Ярославу Гранітному статті за зраду Україні та сепаратизм. Згодом почалося педалювання інформації, начебто за участь у мітингу Гранітному заплатили, а він сам за його організацію нібито отримав від «замовників з Росії» чотири тисячі доларів. Гранітний усі звинувачення відкидає й, навпаки, — звинувачував обласне управління СБУ та прокуратуру у фальсифікації справи проти нього..
Відсидів у СІЗО майже 3 роки та під домашнім арештом — ще 1 рік, проте суд по суті справи над Ярославом так і не розпочався. Суд збирався щодва місяці (або й раніше), щоби лише продовжити термін його ув'язнення. Один процес в Європейському суді з прав людини Ярослав виграв: щодо свого неправомірного затримання та звинувачень, які йому інкримінувалися.
Від моменту смерті Гранітного і по нині, у РІвненському міському суді Рівненської області розглядається справа щодо його посмертної реабілітації.
Його адвокатом є відомий рівненський правозахисник Валентин Дупак.

## Деталі з громадської діяльності
Був головою обласного осередку УНА у 2013—2014 роках та заступником голови Рівненського осередку «Правого сектору» з січня по березень 2014 року.
За даними джерел ЄДРПОУ, Гранітний — очільник та засновник у 2014 р. незалежних громадських організацій «Бойовий молот» та «Рівненська обласна Українська націоналістична самооборона (УНСО)», а також благодійної організації «Добровільна допомога Рівне».

## Архів. Спогади
- Реквієм по Ярославу Гранітному
- Фото з Ярославом Гранітним